# Bu Isa
Bu Isa (in arabo بو عيسى‎?, Bū ʿĪsā è un centro abitato della Libia, nella regione della Tripolitania.